# Osenik
Osenik je naselje u općini Hadžići, Federacija BiH, BiH.

## Stanovništvo
Nacionalni sastav stanovništva 1991. godine, bio je sljedeći:
ukupno: 382
- Bošnjaci - 271 (70,94%)
- Srbi - 105 (27,48%)
- Jugoslaveni - 4 (1,04%)
- ostali, neopredijeljeni i nepoznato - 2 (0,52%)